# Scheurebe
Scheurebe eller Sämling 88 er en hvidvinsdrue. Den dyrkes primært i Tyskland og Østrig, hvor den ofte kaldes Sämling 88, men den dyrkes også oversøisk. Vin lavet på Scheurebe er meget aromatisk, og sorten anvendes ofte til søde vine, selvom tør Scheurebe er blevet mere udbredt i Tyskland.
Fra fuldt modnede druer skabes Scheurebe vine med markant solbær-aroma og med noter af grapefrugt. Druen synes nemmest anvende til søde vine, der laves på druer, der er enten helt modne, overmodne eller ramt af ædel råddenskab. Søde Scheurebe-vine af god kvalitet kan udvise intense aromaer af rød grapefrugt og honning.